# Paratithrone royi
Paratithrone royi är en bönsyrseart som beskrevs av Atilio Lombardo 1995. Paratithrone royi ingår i släktet Paratithrone och familjen Acanthopidae. Inga underarter finns listade i Catalogue of Life.